# Championnat panaméricain masculin de handball 2012
Navigation
Chili 2010 Uruguay 2014
La 15e édition du championnat panaméricain masculin de handball  s'est déroulé à Burzaco, en Argentine, du 18 au 24 juin 2012.
Les trois premiers sont qualifiés pour le championnat du monde 2013.

## Tour préliminaire

### Groupe A
|   | Équipe     | Pts | J | G | N | P | Bp  | Bc  | Diff |
| - | ---------- | --- | - | - | - | - | --- | --- | ---- |
| 1 | Argentine  | 7   | 4 | 3 | 1 | 0 | 124 | 69  | 55   |
| 2 | Chili      | 7   | 4 | 3 | 1 | 0 | 123 | 95  | 28   |
| 3 | Groenland  | 4   | 4 | 2 | 0 | 2 | 123 | 117 | 6    |
| 4 | États-Unis | 2   | 4 | 1 | 0 | 3 | 102 | 132 | -30  |
| 5 | Venezuela  | 0   | 4 | 0 | 0 | 4 | 103 | 165 | -62  |

| 18 juin 2012 18h00 | Argentine         | 33–13   | États-Unis       | Polideportivo de Almirante Brown, Burzaco Affluence : 700 |
| 18 juin 2012 18h00 | Andrés Kogovsek 7 | (18–4)  | Hines, Jackson 3 | Polideportivo de Almirante Brown, Burzaco Affluence : 700 |
| 18 juin 2012 18h00 | ×2 ×1             | Rapport | ×3 ×4            | Polideportivo de Almirante Brown, Burzaco Affluence : 700 |

| 18 juin 2012 20h00 | Chili             | 31–28   | Groenland           | Polideportivo de Almirante Brown, Burzaco |
| 18 juin 2012 20h00 | Emil Feuchtmann 7 | (14–14) | Minik Dahl Høegh 10 | Polideportivo de Almirante Brown, Burzaco |
| 18 juin 2012 20h00 | ×3 ×4             | Rapport | ×2 ×3               | Polideportivo de Almirante Brown, Burzaco |

| 19 juin 2012 18h00 | Chili              | 34–25   | Venezuela        | Polideportivo de Almirante Brown, Burzaco Affluence : 300 |
| 19 juin 2012 18h00 | Erwin Feuchtmann 8 | (20–13) | Emmanuel Godoy 9 | Polideportivo de Almirante Brown, Burzaco Affluence : 300 |
| 19 juin 2012 18h00 | ×3 ×1              | Rapport | ×2 ×4 ×1         | Polideportivo de Almirante Brown, Burzaco Affluence : 300 |

| 19 juin 2012 21h00 | Groenland          | 18–24   | Argentine          | Polideportivo de Almirante Brown, Burzaco Affluence : 3 000 |
| 19 juin 2012 21h00 | Minik Dahl Høegh 7 | (8–10)  | Federico Pizarro 5 | Polideportivo de Almirante Brown, Burzaco Affluence : 3 000 |
| 19 juin 2012 21h00 | ×4                 | Rapport | ×3 ×6              | Polideportivo de Almirante Brown, Burzaco Affluence : 3 000 |

| 20 juin 2012 19h00 | États-Unis           | 43–28   | Venezuela          | Polideportivo de Almirante Brown, Burzaco Affluence : 2 000 |
| 20 juin 2012 19h00 | Vladimir Andjelic 10 | (24–16) | Jhonny Peñaloza 11 | Polideportivo de Almirante Brown, Burzaco Affluence : 2 000 |
| 20 juin 2012 19h00 | ×3 ×6 ×1             | Rapport | ×3 ×1              | Polideportivo de Almirante Brown, Burzaco Affluence : 2 000 |

| 20 juin 2012 21h00 | Argentine           | 23–23   | Chili         | Polideportivo de Almirante Brown, Burzaco Affluence : 4 000 |
| 20 juin 2012 21h00 | Sebastián Simonet 6 | (10–13) | Marco Oneto 6 | Polideportivo de Almirante Brown, Burzaco Affluence : 4 000 |
| 20 juin 2012 21h00 | ×3 ×6               | Rapport | ×3            | Polideportivo de Almirante Brown, Burzaco Affluence : 4 000 |

| 21 juin 2012 18h00 | Argentine          | 47–15   | Venezuela             | Polideportivo de Almirante Brown, Burzaco Affluence : 1 500 |
| 21 juin 2012 18h00 | Federico Pizarro 9 | (27–7)  | Timaure, Rojas Vera 3 | Polideportivo de Almirante Brown, Burzaco Affluence : 1 500 |
| 21 juin 2012 18h00 | ×2 ×1              | Rapport | ×2 ×5                 | Polideportivo de Almirante Brown, Burzaco Affluence : 1 500 |

| 21 juin 2012 20h00 | États-Unis        | 27–36   | Groenland           | Polideportivo de Almirante Brown, Burzaco |
| 21 juin 2012 20h00 | Martin Axelsson 9 | (15–15) | Minik Dahl Høegh 16 | Polideportivo de Almirante Brown, Burzaco |
| 21 juin 2012 20h00 | ×3 ×4             | Rapport | ×3 ×4               | Polideportivo de Almirante Brown, Burzaco |

| 22 juin 2012 16h00 | Groenland          | 41–35   | Venezuela       | Polideportivo de Almirante Brown, Burzaco Affluence : 1 500 |
| 22 juin 2012 16h00 | Minik Dahl Høegh 9 | (20–14) | Ronal Timaure 9 | Polideportivo de Almirante Brown, Burzaco Affluence : 1 500 |
| 22 juin 2012 16h00 | ×3 ×2              | Rapport | ×3 ×2           | Polideportivo de Almirante Brown, Burzaco Affluence : 1 500 |

| 22 juin 2012 18h00 | États-Unis        | 19–35   | Chili               | Polideportivo de Almirante Brown, Burzaco Affluence : 400 |
| 22 juin 2012 18h00 | Martin Axelsson 8 | (7–22)  | Harald Feuchtmann 8 | Polideportivo de Almirante Brown, Burzaco Affluence : 400 |
| 22 juin 2012 18h00 | ×3 ×8 ×1          | Rapport | ×3 ×2               | Polideportivo de Almirante Brown, Burzaco Affluence : 400 |

### Groupe B
|   | Équipe                 | Pts | J | G | N | P | Bp  | Bc | Diff |
| - | ---------------------- | --- | - | - | - | - | --- | -- | ---- |
| 1 | Brésil                 | 6   | 3 | 3 | 0 | 0 | 118 | 39 | 79   |
| 2 | Uruguay                | 4   | 3 | 2 | 0 | 1 | 67  | 71 | -4   |
| 3 | Paraguay               | 2   | 3 | 1 | 0 | 2 | 49  | 80 | -31  |
| 4 | Mexique                | 0   | 3 | 0 | 0 | 3 | 41  | 85 | -44  |
| 5 | République dominicaine | 0   | 0 | 0 | 0 | 0 | 0   | 0  |      |

| 19 juin 2012 14h00 | Paraguay        | 11–39   | Brésil       | Polideportivo de Almirante Brown, Burzaco |
| 19 juin 2012 14h00 | trois joueurs 2 | (4–23)  | Gil Pires 10 | Polideportivo de Almirante Brown, Burzaco |
| 19 juin 2012 14h00 | ×3 ×1           | Rapport | ×3 ×1        | Polideportivo de Almirante Brown, Burzaco |

| 19 juin 2012 16h00 | Uruguay                | 26–13   | Mexique         | Polideportivo de Almirante Brown, Burzaco |
| 19 juin 2012 16h00 | Ansolabehere, Cancio 4 | (15–4)  | Alan Figueroa 3 | Polideportivo de Almirante Brown, Burzaco |
| 19 juin 2012 16h00 | ×2                     | Rapport | ×2 ×4           | Polideportivo de Almirante Brown, Burzaco |

| 20 juin 2012 15h00 | Paraguay       | 16–25   | Uruguay        | Polideportivo de Almirante Brown, Burzaco |
| 20 juin 2012 15h00 | José Mendoza 7 | (10–12) | Matias Gamis 4 | Polideportivo de Almirante Brown, Burzaco |
| 20 juin 2012 15h00 | ×2 ×5          | Rapport | ×3 ×5          | Polideportivo de Almirante Brown, Burzaco |

| 20 juin 2012 17h00 | Mexique         | 12–37   | Brésil          | Polideportivo de Almirante Brown, Burzaco |
| 20 juin 2012 17h00 | Alan Figueroa 3 | (8–14)  | Lucas Cândido 8 | Polideportivo de Almirante Brown, Burzaco |
| 20 juin 2012 17h00 | ×3 ×5           | Rapport | ×3 ×2           | Polideportivo de Almirante Brown, Burzaco |

| 21 juin 2012 14h00 | Mexique          | 16–22   | Paraguay        | Polideportivo de Almirante Brown, Burzaco Affluence : 3 000 |
| 21 juin 2012 14h00 | Héctor Aguirre 5 | (9–13)  | trois joueurs 4 | Polideportivo de Almirante Brown, Burzaco Affluence : 3 000 |
| 21 juin 2012 14h00 | ×3 ×2            | Rapport | ×3              | Polideportivo de Almirante Brown, Burzaco Affluence : 3 000 |

| 21 juin 2012 16h00 | Brésil              | 42–16   | Uruguay            | Polideportivo de Almirante Brown, Burzaco Affluence : 2 000 |
| 21 juin 2012 16h00 | Vinicius Teixeira 8 | (19–9)  | Jon Ansolabehere 5 | Polideportivo de Almirante Brown, Burzaco Affluence : 2 000 |
| 21 juin 2012 16h00 | ×3 ×2               | Rapport | ×3                 | Polideportivo de Almirante Brown, Burzaco Affluence : 2 000 |

## Phase finale
|   | Équipe     | Pts | J | G | N | P | Bp | Bc | Diff |
| - | ---------- | --- | - | - | - | - | -- | -- | ---- |
| 7 | États-Unis | 4   | 2 | 2 | 0 | 0 | 76 | 45 | 31   |
| 8 | Venezuela  | 2   | 2 | 1 | 0 | 1 | 56 | 66 | -10  |
| 9 | Mexique    | 0   | 2 | 0 | 0 | 2 | 40 | 61 | -21  |

Les points gagnés lors du tour préliminaire contre des équipes du même groupe ont été reportés.

### Matchs pour les places 7 à 9
| 23 juin 2012 17h00 | Venezuela   | 28–23  | Mexique          | Polideportivo de Almirante Brown, Burzaco Affluence : 500 |
| 23 juin 2012 17h00 | Rodriguez 6 | (12–8) | Héctor Aguirre 7 | Polideportivo de Almirante Brown, Burzaco Affluence : 500 |
| 23 juin 2012 17h00 | ×2 ×4 ×1    | Report | ×3 ×6            | Polideportivo de Almirante Brown, Burzaco Affluence : 500 |

| 24 juin 2012 09h00 | États-Unis      | 33–17   | Mexique                   | Polideportivo de Almirante Brown, Burzaco Affluence : 3 000 |
| 24 juin 2012 09h00 | trois joueurs 5 | (15–10) | Morales Diaz, Contreras 3 | Polideportivo de Almirante Brown, Burzaco Affluence : 3 000 |
| 24 juin 2012 09h00 | ×3              | Report  | ×2                        | Polideportivo de Almirante Brown, Burzaco Affluence : 3 000 |

### Match pour la cinquième place
| 23 juin 2012 17h00 | Groenland          | 38 – 19 | Paraguay                 | Polideportivo de Almirante Brown, Burzaco |
| 23 juin 2012 17h00 | Minik Dahl Høegh 7 | (20-11) | JA Mendoza, JD Mendoza 5 | Polideportivo de Almirante Brown, Burzaco |
| 23 juin 2012 17h00 | ×3 ×2              | Rapport | ×2                       | Polideportivo de Almirante Brown, Burzaco |

### Matchs pour le titre
|  | Demi-finales | Demi-finales |                        |    | Finale       | Finale       |
|  | Demi-finales | Demi-finales |                        |    | Finale       | Finale       |
|  |              |              |                        |    |              |              |
|  | 23 juin 2012 | 23 juin 2012 |                        |    | 24 juin 2012 | 24 juin 2012 |
|  | 23 juin 2012 | 23 juin 2012 |                        |    | 24 juin 2012 | 24 juin 2012 |
|  | Argentine    | 28           |                        |    | 24 juin 2012 | 24 juin 2012 |
|  | Argentine    | 28           |                        |    | 24 juin 2012 | 24 juin 2012 |
|  | Uruguay      | 13           |                        |    | 24 juin 2012 | 24 juin 2012 |
|  | Uruguay      | 13           | Argentine              | 22 |              |              |
|  | 23 juin 2012 |              | Argentine              | 22 |              |              |
|  |              | Brésil       | 21                     |    |              |              |
|  | Chili        | Brésil       | 21                     | 33 |              |              |
|  | Chili        |              |                        | 33 |              |              |
|  | Brésil       | 35           |                        |    |              |              |
|  | Brésil       | 35           | Match pour la 3e place |    |              |              |
|  |              |              |                        |    |              |              |
|  | 24 juin 2012 |              |                        |    |              |              |
|  |              |              |                        |    |              |              |
|  | Uruguay      | 27           |                        |    |              |              |
|  | Uruguay      | 27           |                        |    |              |              |
|  | Chili        | 37           |                        |    |              |              |
|  | Chili        | 37           |                        |    |              |              |

#### Demi-finales
| 23 juin 2012 13h00 | Argentine          | 28 – 13 | Uruguay            | Polideportivo de Almirante Brown, Burzaco |
| 23 juin 2012 13h00 | Guido Riccobelli 5 | (14-7)  | Jon Ansolabehere 3 | Polideportivo de Almirante Brown, Burzaco |
| 23 juin 2012 13h00 | ×3 ×2              | Rapport | ×4                 | Polideportivo de Almirante Brown, Burzaco |

| 23 juin 2012 15h00 | Brésil          | 35 – 33 | Chili                   | Polideportivo de Almirante Brown, Burzaco Affluence : 2 000 |
| 23 juin 2012 15h00 | Felipe Borges 6 | (20-14) | Rodrigo Salinas Muñoz 7 | Polideportivo de Almirante Brown, Burzaco Affluence : 2 000 |
| 23 juin 2012 15h00 | ×3 ×2           | Rapport | ×2                      | Polideportivo de Almirante Brown, Burzaco Affluence : 2 000 |

#### Match pour la troisième place
| 24 juin 2012 13h00 | Uruguay            | 27 – 37 | Chili              | Polideportivo de Almirante Brown, Burzaco |
| 24 juin 2012 13h00 | Jon Ansolabehere 7 | (12-16) | Emil Feuchtmann 10 | Polideportivo de Almirante Brown, Burzaco |
| 24 juin 2012 13h00 | ×3 ×7 ×1           | Rapport | ×3 ×7 ×1           | Polideportivo de Almirante Brown, Burzaco |

#### Finale
| 24 juin 2014 11h00 | Argentine       | 22 – 21 | Brésil          | Polideportivo de Almirante Brown, Burzaco Affluence : 4 200 |
| 24 juin 2014 11h00 | Diego Simonet 6 | (12-12) | Felipe Borges 9 | Polideportivo de Almirante Brown, Burzaco Affluence : 4 200 |
| 24 juin 2014 11h00 | ×2 ×1           | Rapport | ×3 ×1           | Polideportivo de Almirante Brown, Burzaco Affluence : 4 200 |

## Classement final
| Rang                         | Équipe     |
| ---------------------------- | ---------- |
| Médaille d'or, Amérique      | Argentine  |
| Médaille d'argent, Amérique  | Brésil     |
| Médaille de bronze, Amérique | Chili      |
| 4                            | Uruguay    |
| 5                            | Groenland  |
| 6                            | Paraguay   |
| 7                            | États-Unis |
| 8                            | Venezuela  |
| 8                            | Mexique    |

## Statistiques et récompenses

### Meilleurs buteurs
- Meilleur buteur :  Minik Dahl Høegh, 49 buts

### Équipe-type
| Poste          | Joueur                |
| -------------- | --------------------- |
| Gardien        | Matías Schulz         |
| Arrière droit  | Rodrigo Salinas Muñoz |
| Demi-centre    | Sebastián Simonet     |
| Arrière gauche | Minik Dahl Høegh      |
| Ailier droit   | Andrés Kogovsek       |
| Pivot          | Marco Oneto           |
| Ailier gauche  | Felipe Borges         |